# Howard Gaye
Pour les articles homonymes, voir Gaye (homonymie).

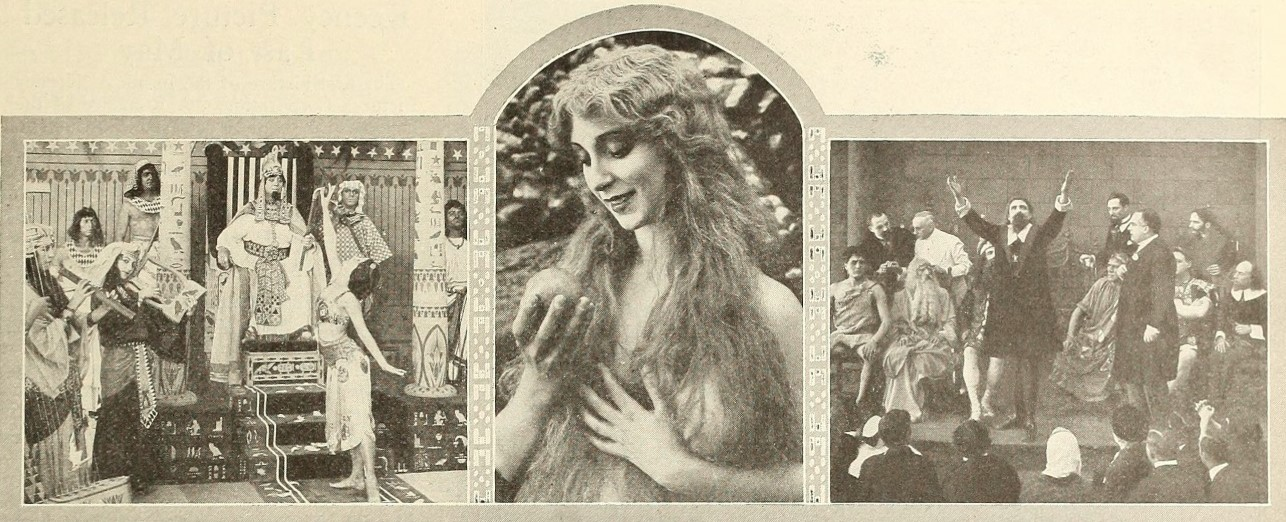
Restitution (1918, rôle de Jésus et réalisateur), bandeau publicitaire

Edward Francis Howard Gaye, né le 23 mai 1878 à Hitchin (Hertfordshire, Angleterre) et mort le 26 décembre 1955 à Hitchin (Grand Londres, Angleterre), est un acteur et réalisateur anglais.

## Biographie
Acteur de cinéma exclusivement durant la période du muet et installé durant une partie de sa carrière aux États-Unis (à partir de 1912), Howard Gaye contribue principalement à des films américains, depuis le court métrage Chasing the Smugglers de Carlyle Blackwell (1914, avec le réalisateur et Louise Glaum) jusqu'à Dante's Inferno (en) d'Henry Otto (1924, avec Ralph Lewis et Pauline Starke), après lequel il se retire.
Entretemps, mentionnons Naissance d'une nation de D. W. Griffith (1915, où il interprète le général Lee, face à Donald Crisp personnifiant le général Grant), Un cœur fidèle d'Herbert Blaché (1919, avec May Allison et Pell Trenton), Scaramouche de Rex Ingram (1923, avec Ramón Novarro et Alice Terry) et Dorothy Vernon de Marshall Neilan et Mary Pickford (son avant-dernier film, 1924, avec Mary Pickford dans le rôle-titre et Anders Randolf).
Fait notable, il incarne Jésus-Christ dans deux films, Intolérance de D. W. Griffith (1916, avec Bessie Love et George Walsh) puis Restitution (1918, avec Gino Corrado et Frank Whitson), ce dernier dont il est en outre le réalisateur (expérience non renouvelée).
Revenu en Angleterre, Howard Gaye y meurt en 1955, à 77 ans.

## Filmographie partielle
(films américains, comme acteur, sauf mention contraire ou complémentaire)

### Années 1910
- 1914 : Chasing the Smugglers de Carlyle Blackwell (court métrage) : capitaine Wellington
- 1915 : Naissance d'une nation (The Birth of a Nation) de D. W. Griffith : général Lee
- 1915 : His Return de Raoul Walsh : le père d'Harry
- 1916 : The Devil's Needle de Chester Withey : Sir Gordon Galloway
- 1916 :Everybody's Doing It de Tod Browning
- 1916 : Diane of the Follies de Christy Cabanne : Don Livingston
- 1916 : Daphne and the Pirate de Christy Cabanne : prince Henri
- 1916 : Intolérance (Intolerance: Love's Struggle Throughout the Ages) de D. W. Griffith : Jésus (épisode en Judée) / cardinal de Lorraine (épisode de la Saint-Barthélemy) (+ assistant-réalisateur)
- 1917 : Le Sort le plus beau (en) de Richard Stanton : baron von Bergen
- 1918 : Restitution (ou Super Strategy) : Jésus (+ réalisateur)
- 1919 : An Adventure in Hearts de James Cruze
- 1919 : Un cœur fidèle (The Uplifters) d'Herbert Blaché : Larry Holden

### Années 1920
- 1920 : The Six Best Cellars de Donald Crisp : Tommy Blair
- 1920 : L'Ève éternelle (To Please One Woman) de Lois Weber : le mari de Leila
- 1920 : A Slave of Vanity d'Henry Otto : Arthur Kane
- 1921 : Sacred and Profane Love (en) de William Desmond Taylor : Albert Vicary
- 1922 : A Prince of Lovers (en) de Charles Calvert (film britannique) : Lord Byron
- 1923 : Scaramouche de Rex Ingram : vicomte d'Albert
- 1924 : Dorothy Vernon (Dorothy Vernon of Haddon Hall) de Marshall Neilan : duc de Norfolk
- 1924 : Dante's Inferno (en) d'Henry Otto : Virgil

## Galerie photos

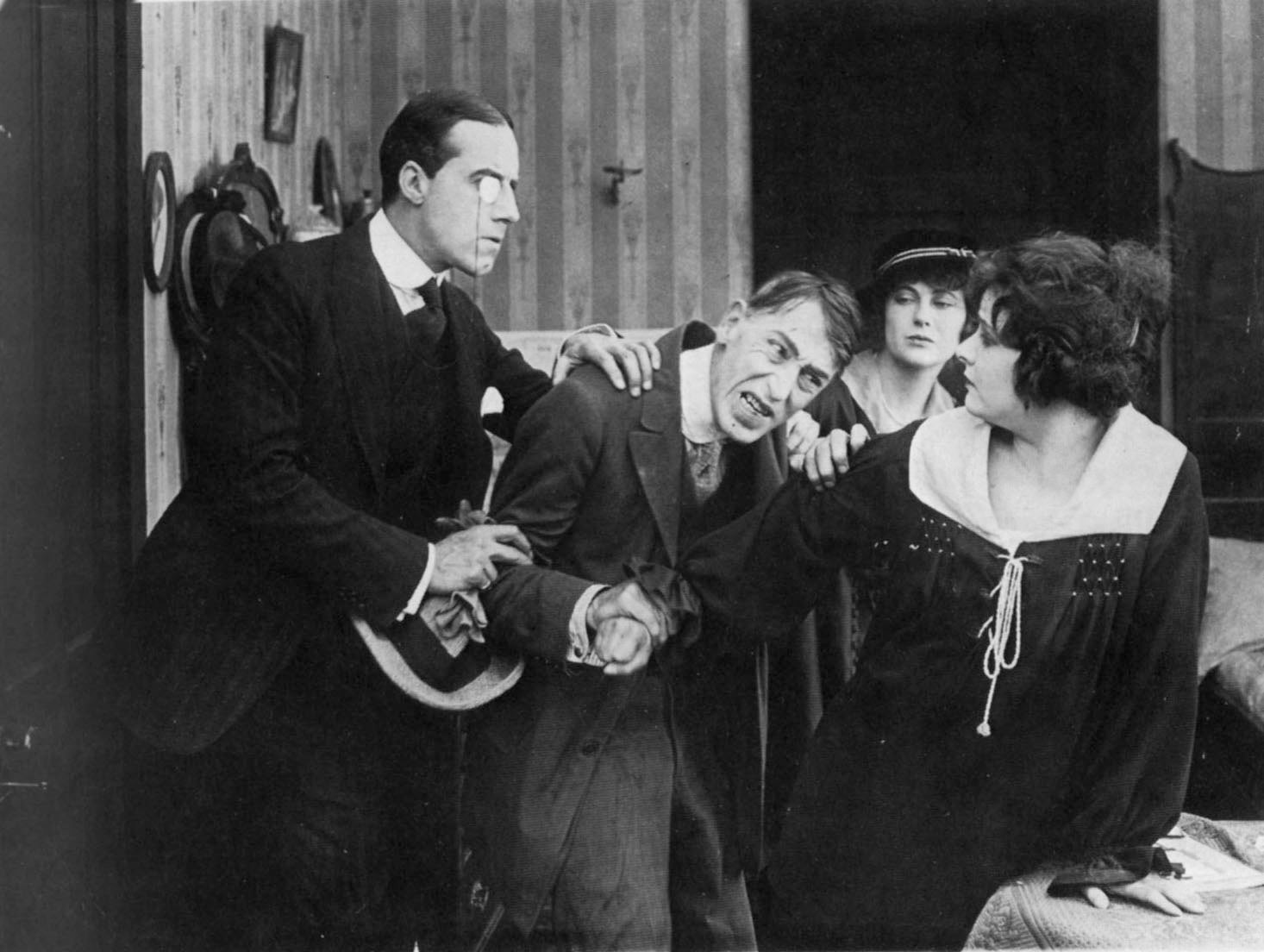
De g. à d. : Howard Gaye, Tully Marshall, Marguerite Marsh et Norma Talmadge, dans The Devil's Needle (1916)
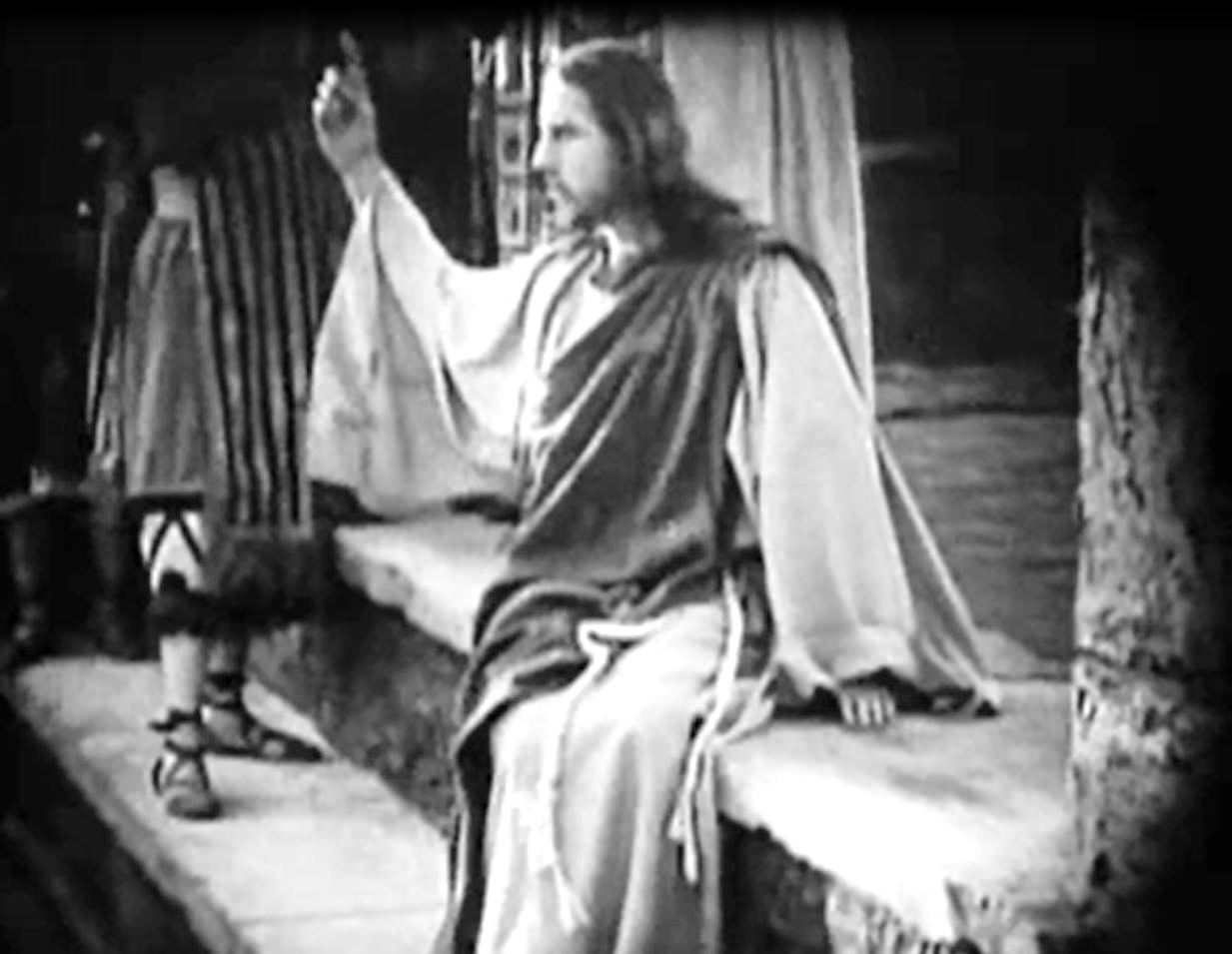
Dans Intolérance (1916), incarnant Jésus
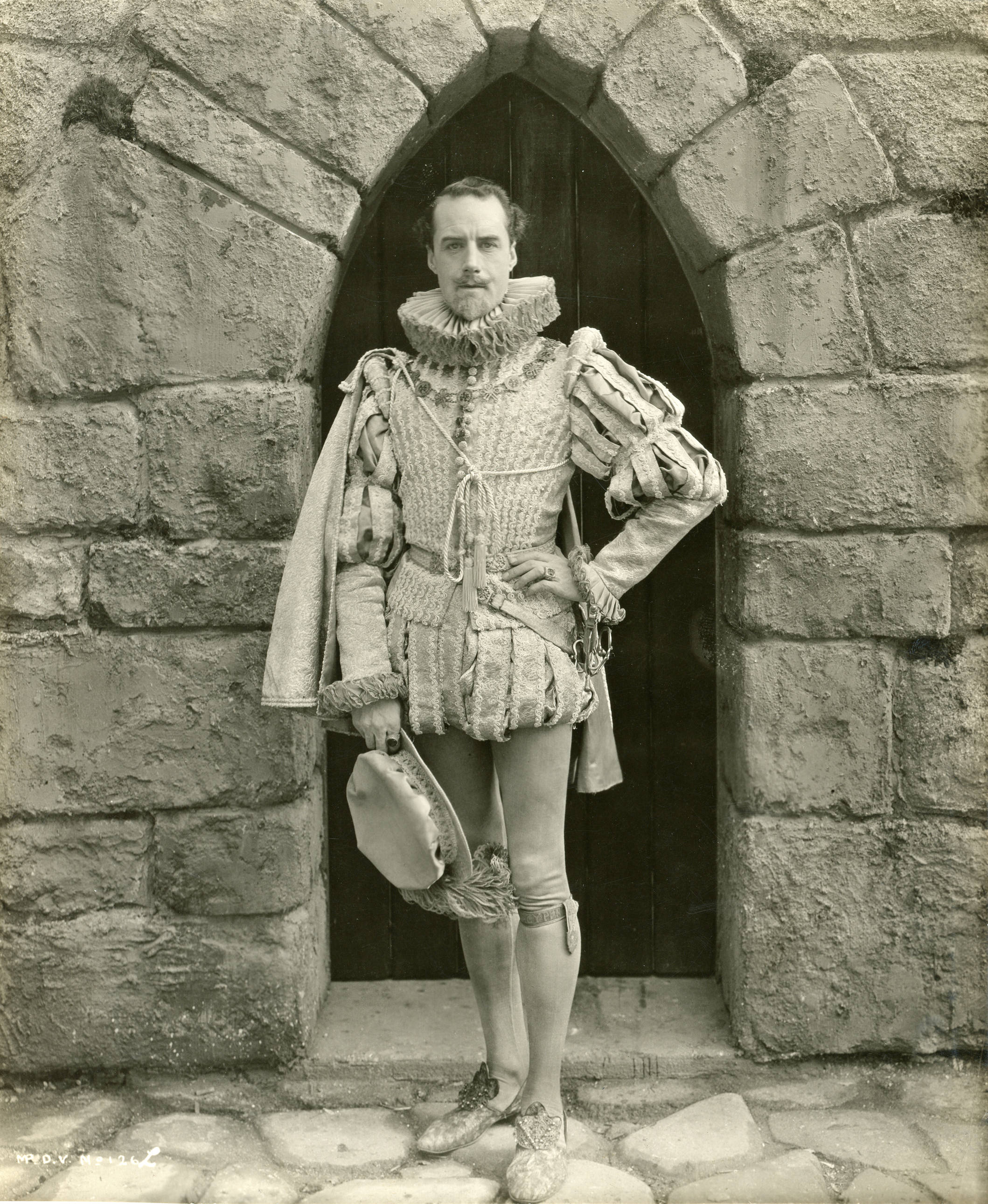
Dans Dorothy Vernon (1924)